# Tyspanodes albidalis
Tyspanodes albidalis är en fjärilsart som beskrevs av George Francis Hampson 1912. Tyspanodes albidalis ingår i släktet Tyspanodes och familjen Crambidae. Inga underarter finns listade i Catalogue of Life.